# 宣懿符皇后
宣懿皇后（せんいこうごう）は、後周の世宗柴栄の最初の皇后（2番目の正妻）。姓は符氏。2番目の皇后となった宣慈皇后の姉で、大符皇后（だいふこうごう）とも呼ばれる。北宋の太宗の妻符氏（太宗の即位前に死去して懿徳皇后と追号された）の長姉でもある。

## 生涯
陳州宛丘県の人。魏王符彦卿（符存審の四男）の長女。はじめ李守貞の子の李崇訓にとついだ。李守貞が乱を起こすと、後漢は郭威（後の後周の太祖）を討伐に向かわせた。李崇訓は符氏を自ら手にかけて殺害しようとしたが、符氏は李崇訓から身を隠した。その後、李崇訓は自害した。符氏は郭威の兵を一喝したので、軍士は迫ることができなかった。符氏は父の家に帰された。
その頃、柴栄は1番目の正妻（劉氏）を亡くしていたため、符氏は柴栄と結婚し、衛国夫人となった。顕徳元年（954年）、柴栄が即位すると、皇后に立てられた。
柴栄は怒りっぽく、後になって後悔することが多かったが、柴栄が側近に怒りを浴びせようとするたびに、皇后が顔色をうかがってなだめ、また柴栄の意図をよく理解したので、ますます重んじられた。
顕徳3年（956年）、柴栄が淮水地方に親征したとき、皇后は諫めたが、聞き入れられなかった。軍は功を挙げず、暑熱と大雨にあって苦しみ、皇后は憂いのあまり病にかかって崩じた。

## 伝記資料
- 『宋史』
- 『新五代史』
- 『旧五代史』